# Arrondissement Bayeux
Bayeux is een arrondissement van het Franse departement Calvados in de regio Normandië. De onderprefectuur is Bayeux.

## Kantons

### Voormalige samenstelling
Tot 22 maart 2015 was het arrondissement is samengesteld uit de volgende kantons:
- Kanton Balleroy
- Kanton Bayeux
- Kanton Caumont-l'Éventé
- Kanton Isigny-sur-Mer
- Kanton Ryes
- Kanton Trévières

### Huidige samenstelling
Na de herindeling van de kantons in maart 2015 is de samenstelling als volgt:
- Kanton Les Monts d'Aunay (deels)  (11/49)
- Kanton Bayeux
- Kanton Thue et Mue (deels)  ( 18/26 )
- Kanton Courseulles-sur-Mer (deels)  ( 10/22 )
- Kanton Trévières